# Cephaleta habibi
Cephaleta habibi is een vliesvleugelig insect uit de familie Pteromalidae. De wetenschappelijke naam is voor het eerst geldig gepubliceerd in 1997 door Fatima & Khan.